# تفاعل إماهة
في الكيمياء، تفاعل الإماهة هو تفاعل كيميائي فيه تتحد المادة مع الماء. في الكيمياء العضوية، يُضاف الماء إلى مادة غير مشبعة والتي عادة ما تكون ألكين أو ألكاين. هذا النوع من التفاعل يُستخدم  صناعيا في إنتاج إيثانول، الايزوبروبانول، 2-بيوتانول.

## الكيمياء العضوية

### إيبوكسيد إلى جليكول
يتم إنتاج عدة مليارات كيلوجرامات من ا لايثيلين جليكول سنويا عن طريق إماهة  أكسيد الإثيلين:
C2H4O + H2O → HO–CH2CH2–OH
عادة ما يتم استخدام الحمض كمحفز.

### ألكينات
عند إماهة الألكينات تكون  المعادلة الكيميائية العامة للتفاعل كالتالي:
RRCH=CH2 in H2O/acid → RRCH(-OH)-CH3
ترتبط مجموعة هيدروكسيل (OH−) بذرة كربون واحدة من الرابطة المزدوجة، بينما يُضاف  بروتون (H+) إلى ذرة الكربون الأخرى في الرابطة المزدوجة. التفاعل طارد للحرارة. في الخطوة الأولى، يتصرف الألكين كمحب ذري ويهاجم البروتون، طبقا لقاعدة  ماركونيكوف. في الخطوة الثانية يرتبط  جزيء ماء بذرة الكربون الأخرى الأكثر ثباتا، لذرة الأكسجين في هذه الحالة ثلاثة روابط وتحمل شحنة موجبة (الجزئ  اوكسونيوم في هذه الحالة). يأتي جزئ ماء آخر ليرتبط بالبروتون الآخر. يميل التفاعل إلى إنتاج بعض النواتج الجانبية الغير مرغوب فيها (على سبيل المثال ثنائي الإيثايل إيثر في عملية تكوين  الإيثانول) والشكل البسيط الموصوف هنا لا يعتبر مفيد جدا في تكوين الكحول.
هناك طريقتين. تقليديا يتم معاملة الأيكين بحمض الكبريتيك لإنتاج الألكيل كبريتات الاستر. في حالة إنتاج الإيثانول، هذه الخطوة يمكن كتابتها كالتالي:
H2SO4 + C2H4 → C2H5-O-SO3H
كنتيجة لذلك كبيرتات الاستر تتحلل لتكون حمض الكبريتيك وينطلق الإيثانول:
C2H5-O-SO3H + H2O → H2SO4 + C2H5OH
هذه الطريقة المشتملة على خطوتين تسمى «طريق غير مباشر».
في «الطريق المباشر» يتفاعل الحمض مع الألكين ويتفاعل الماء مع المتبقي لإنتاج الكحول. عالطريقة المباشرة أكثر انتشارها لأنها أبسط. الأحماض المحفزة تشمل حامض الفوسفوريك والعديد من الأحماض الصلبة. هنا مثال على طريقة التفاعل عن طريق إماهة 1-ميثيل سيكلوهيكسان إلى 1- ميثيل سيكلوهيكسانول:

توجد عدة طرق بديلة لإنتاج الكحول، بما في ذلك تفاعل الأكسدة،   تفاعل الأكسدة الزئبقية، التخمر والحد من والألدهيدات والكيتونات.

### إماهة العناصر الأخرى
أي مركب عضوي غير مشبع يمكن هدرجته. الأسيتيلين يتم هدرجته لإنتاج الأسيتالديهيد: العملية تعتمد عادة على الزئبق كمحفز وقد توقفت في الغرب ولكن ما زالت مستمرة في الصين.مركز Hg2+  يرتبط بالرابطة الثلاثية C≡C ، ومن ثم يتم مهاجمته عن طريق جزء الماء. التفاعل كالتالي:
H2O + C2H2 → CH3CHO
النيتريلات تتم هدرجتها لإنتاج الاميدات:
H2O + RCN → RC(O)NH2
هذ التفاعل عادة عادة ما يُستخدم في إنتاج مادة الأكريلاميد.
الألدهيدات وإلى حد ما حتى الكيتونات تتم هدرجتها إلى  ديولات. التفاعل أساسيا في الفورمالدهايد، والذي في وجود الماء يتواجد أساسيا في صورة ثنائي هيدروكسي ميثان.

## المواد الكيميائية الغير عضوية
الإماهة هو عملية هامة في العديد من التطبيقات الأخرى؛ مثال واحد هو إنتاج الأسمنت البورتلاندي عن طريق تشابك الكالسيوم والأكاسيد والسيليكات التي يقوم بتحفيزها الماء. الإماهة هي العملية التي تعمل بها المجففات

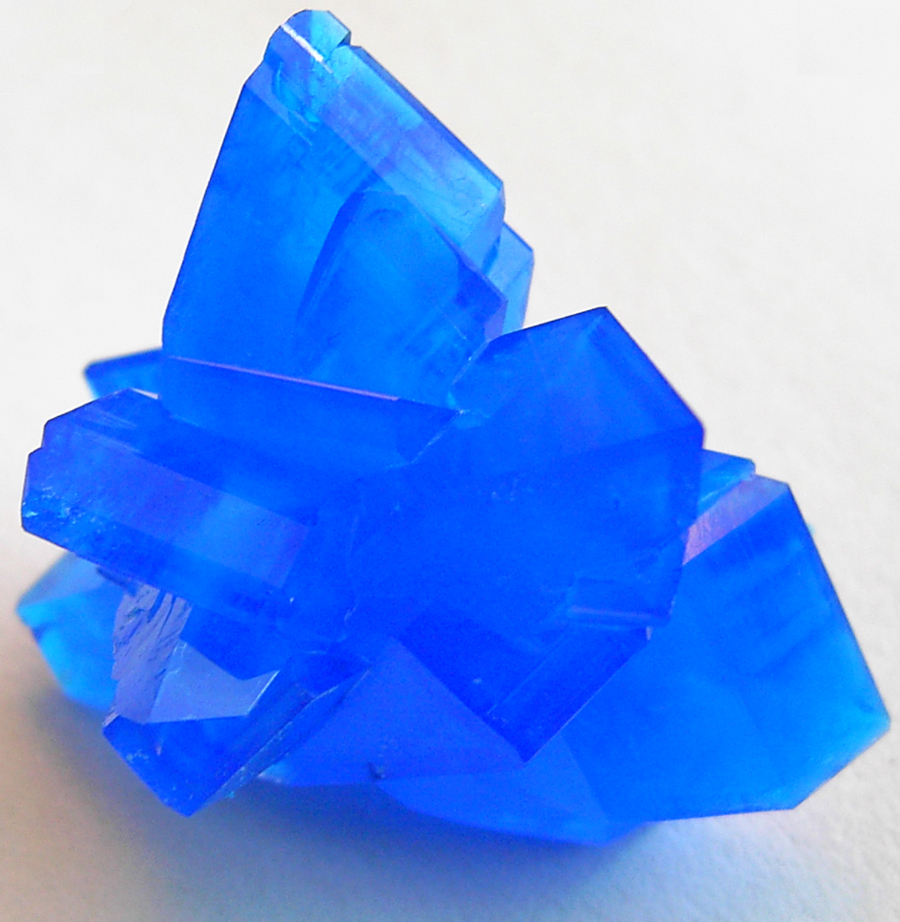
CuSO_{4}·5H_{2}O لونه أزرق فاتح وله تركيب مختلف عن نظيره اللامائي عديم اللون.

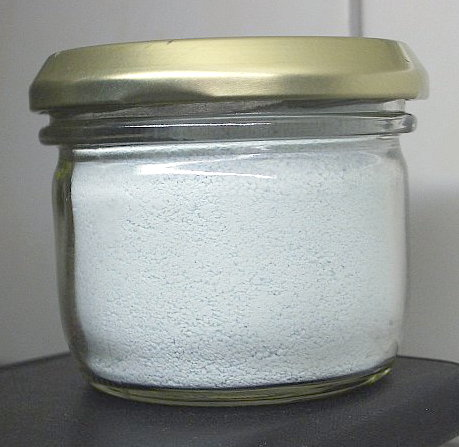
مسحوق CuSO_{4} اللامائي.